# 콘클라베 (영화)
《콘클라베》(Conclave)는 2024년 개봉한 스릴러 영화로, 로버트 해리스의 동명 소설을 영화화했다. 에드바르트 베르거가 감독을 맡았고, 레이프 파인스, 스탠리 투치, 존 리스고, 세르조 카스텔리토, 이사벨라 로셀리니가 출연했다.

## 줄거리
교황이 심장마비로 서거한 뒤, 영국 출신의 학장 토머스 로렌스 추기경의 주재 하에 콘클라베가 소집되어 차기 교황 선출을 위한 논의가 시작된다. 유력한 후보로는 미국 출신의 진보적 개혁가 알도 벨리니, 나이지리아 출신의 사회적 보수주의자 조슈아 아데예미, 캐나다 출신의 중도 성향 조셉 트렘블레이, 그리고 이탈리아 출신의 강경한 전통주의자 고프레도 테데스코 등이 거론된다.
교황청의 가정 장관인 야누시 보즈냑 대주교는 로렌스에게, 고인이 된 교황이 사망 직전 트렘블레이의 사임을 요구했다고 전하나, 트렘블레이는 이를 부인한다. 한편 벨리니는 지지자들에게 테데스코의 당선을 막는 것이 자신의 목표라고 밝힌다. 로렌스는 멕시코 출신으로 아프가니스탄 카불 대교구장인 빈센트 베니테즈 대주교가 갑작스럽게 참석한 것에 놀라는데, 그는 전년도에 교황에 의해 인 페크토레(비공개로 임명된 추기경)로 임명된 인물이다.
로렌스는 즉석에서 설교를 하며 불확실성을 받아들이자는 메시지를 전달하고, 일부 추기경은 이를 교황직에 대한 야망의 표현으로 받아들인다. 첫 투표에서는 과반을 넘는 후보가 없었으며, 아데예미가 테데스코와 트렘블레이보다 우세했지만, 벨리니와 로렌스가 진보 진영의 표를 나눠 가진 상태였다. 로렌스의 보좌인 오말리 신부는 교황이 베니테즈의 제네바 병원 진료를 위해 항공편을 지원했다는 사실을 밝혀내지만, 해당 진료는 취소되었음을 알게 된다.
둘째 날, 나이지리아에서 최근 바티칸으로 발령받은 수녀 샤누미와 아데예미 사이에 갈등이 발생한다. 로렌스는 샤누미로부터 과거의 부적절한 관계와 아이의 출산 사실을 듣게 되며, 이를 아데예미에게 확인한 결과 사실임이 드러난다. 비밀을 지켜야 하는 입장이지만, 곧 유포된 소문으로 인해 아데예미의 지명도는 급격히 떨어진다. 이에 벨리니는 마지못해 트렘블레이를 지지하기로 결정한다.
로렌스는 수녀이자 식당과 생활 지원을 맡고 있는 아그네스와 함께 샤누미의 인사이동이 트렘블레이의 지시로 이뤄졌다는 사실을 알아낸다. 트렘블레이는 이는 교황의 요청이었다고 해명하지만, 로렌스는 폐쇄된 교황 집무실에 잠입해 트렘블레이가 표를 얻기 위해 일부 추기경에게 금품을 제공했다는 문서를 발견한다. 로렌스는 이를 벨리니에게 보여주고, 문서 공개 여부를 두고 두 사람은 갈등을 겪는다.
셋째 날, 로렌스와 아그네스는 이 문서를 공개해 트렘블레이를 실각시킨다. 이후 로렌스는 벨리니와 화해하고 테데스코에 맞서기로 결심한다. 그는 직접 자신에게 투표하며 지지를 모으지만, 막상 투표를 완료하기 직전 폭발로 인해 시스티나 성당이 큰 피해를 입는다. 이는 유럽 전역에서 발생한 동시다발 자폭 테러의 일환이었다. 테데스코는 즉각 이슬람에 대한 성전을 주장하고, 이에 베니테즈는 폭력에는 폭력으로 대응해서는 안 된다며 강하게 비판하고, 신앙보다 정치적 계산이 우선시되고 있는 현실을 질책한다.
투표는 다시 진행되고, 부서진 창을 통해 빛이 들어오는 가운데 베니테즈가 압도적인 지지를 받아 새 교황으로 선출된다. 그는 교황 이름으로 ‘이노센트’를 선택한다. 로렌스는 initially 기뻐하지만, 오말리 신부가 이전에 밝혀진 베니테즈의 병원 예약 건에 대해 다시 언급하면서 상황은 달라진다. 로렌스가 이를 추궁하자, 베니테즈는 자신이 태어날 때부터 자궁과 난소를 가지고 있었으며, 맹장 수술 중 이를 알게 되었고, 이후 절제 수술을 권유받았으나 그대로 두기로 결정했다는 사실을 고백한다. 그는 "신이 자신을 만든 그대로 남기로 했다"고 말한다.
로렌스는 바티칸 정원을 천천히 거닐다가, 교황 이노센트의 즉위를 환호하는 군중의 함성을 들으며 자신의 방으로 돌아간다. 그리고 창문을 열어 아래뜰에서 담소를 나누는 세 명의 젊은 수녀들을 바라본다.

## 출연
- 레이프 파인스 - 토머스 로런스 추기경
- 스탠리 투치 - 알도 벨리니 추기경
- 존 리스고 - 조제프 트랑블레 추기경
- 루시언 음사마티 - 조슈아 아데예미 추기경
- 브라이언 F. 오번 - 레이먼드 오라일리 몬시뇰
- 카를로스 디에즈 - 빈센트 베니테스 추기경
- 메라브 니니제 - 사바딘 추기경
- 토마스 로이블 - 만도르프 대주교
- 세르조 카스텔리토 - 고프레도 테데스코 추기경
- 이사벨라 로셀리니 - 아녜스 수녀
- 야체크 코만 - 야누시 보스니아크 대주교
- 로리스 로디 - 비야누에바 추기경
- 로베르토 치트란 - 롬바르디 추기경
- 발키사 마이가 - 샤누미 수녀
- 로니 크레이머 - 멘도사 추기경